# نایبرگ ۱۵۴۹۲
سیارک ۱۵۴۹۲ (به انگلیسی: 15492 Nyberg، نامگذاری:1999CG89) پانزده هزار و چهارصد و نود و دومین سیارک کشف شده‌است که در ۱۰ فوریه ۱۹۹۹ کشف شد.
قدر مطلق سیارک برابر ۱۶.۲ است.